# Davallament de Sant Joan de les Abadesses
El Davallament de Sant Joan de les Abadesses, també conegut com el Santíssim Misteri, és un grup escultòric del segle xiii que representa el Davallament de la Creu que es troba a l'església de l'antic monestir de Sant Joan de les Abadesses.

## Història

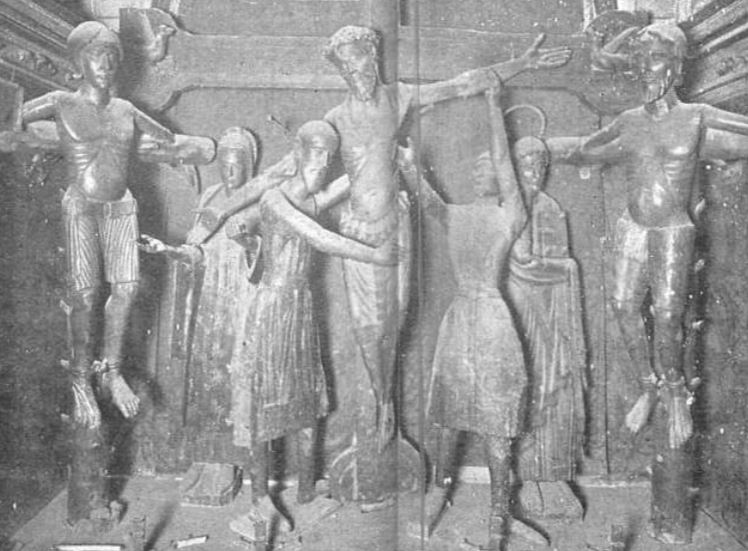
Fotografia del 1912

Es data l'any 1251, quan va ser consagrat mitjançant la col·locació d'unes relíquies al cap i a les espatlles de la imatge de Crist. El seu promotor va ser un laic anomenat Dolcet. També hi va participar un canonge del monestir anomenat Ripoll Tarascó.
La denominació de Santíssim Misteri es va difondre a partir de 1426 quan es va trobar una Hòstia incorrupta entre les relíquies amagades a l'interior del cap de Jesús. A partir d'aleshores va gaudir d'una gran devoció popular.
Al segle xvii es van fer diverses reformes a la capella on es trobava, principalment la construcció d'un retaule barroc (destruït durant la Guerra Civil). Més important va ser l'actuació duta a terme al segle xviii, amb la construcció d'un cambril a càrrec de Josep Morató i Soler. Aquest cambril va desaparèixer arran de les reconstruccions del segle xx, que comportaren la realització d'un nou absis seguint l'estil romànic del conjunt. Només en resta la decoració de guix de la cúpula, traslladada a la capella dels Dolors, on es pot veure actualment.
Va resultar malmès arran de la Guerra Civil. La figura del bon lladre (Dimes) va quedar destruïda i va ser feta de nou l'any 1952 per l'escultor Pere Jou basant-se en fotografies de l'original.

## Descripció i iconografia

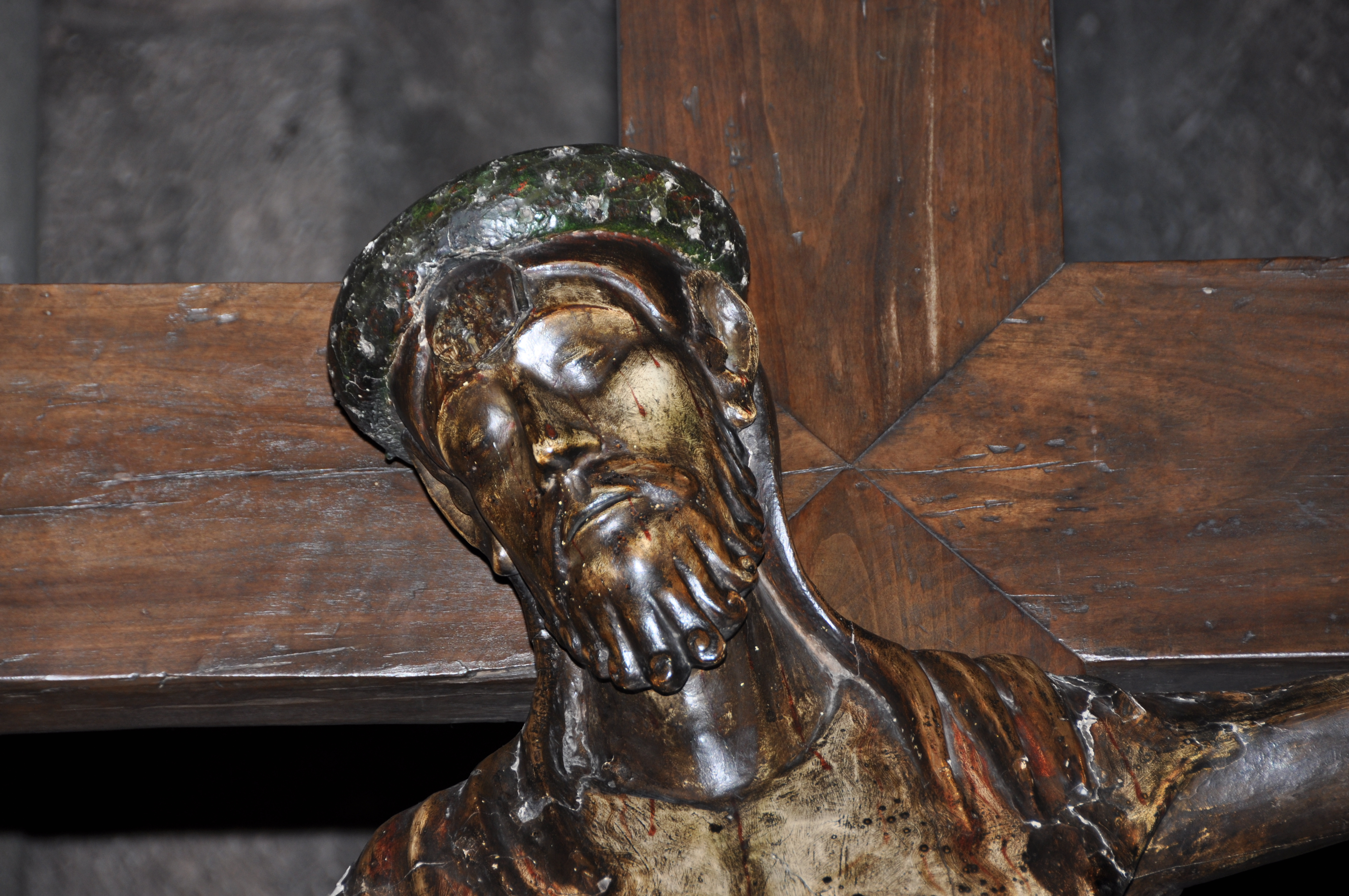
Detall del cap de la figura de Jesús. Al front hi té la tapa d'un petit reliquier

En l'actualitat es troba a l'absis central de l'església de l'antic monestir de Sant Joan de les Abadesses, al mateix lloc per al qual va ser realitzat, tot i que la forma i l'aspecte de la capella han anat registrant modificacions a través dels temps, des del segle xiv si més no, amb la col·locació a la mateixa capella del retaule d'alabastre dedicat a Santa Maria la Blanca.
És remarcable el fet que sigui l'únic dels grups escultòrics romànics del Davallament de la Creu que encara es troba conservat in situ, cosa que s'explica, en bona part, per haver gaudit d'una gran i ininterrompuda devoció.
El conjunt consta de set figures i representa el Davallament de la Creu, és a dir, com Jesús va ser desclavat de la creu per a ser enterrat, un cop mort. La figura central representa Jesús a la creu. El seu braç dret ja ha estat desclavat. A la front de Jesús s'hi pot veure una petita tapa que era la del reliquiari on es va trobar la Hòstia incorrupta l'any 1426. A l'espatlla de Jesús hi havia una altra cavitat que també va servir com a reliquier.
Als costats de Jesús, disposats a baixar-lo de la creu, es troben Nicodem i Josep d'Arimatea. Als costats d'aquests hi ha Maria, la mare de Jesús, amb els braços estesos, i Joan Evangelista, amb un llibre que l'identifica.
Tanquen la composició les figures dels dos lladres que van ser crucificats juntament amb Jesús, Dimes (el bon lladre, a la dreta de Jesús) i Gestes. La figura de Dimes és una rèplica de l'original, que es va perdre arran de la Guerra Civil. La presència de Dimes i Gestes en aquest tipus de representacions escultòriques no és gaire habitual i sembla una particularitat dels davallaments romànics catalans, ja que també es troben al Davallament d'Erill la Vall.
El Davallament de Sant Joan de les Abadesses és probablement el més tardà entre els davallaments romànics catalans. El seu estil és diferent que el de la resta de grups del davallament coneguts a Catalunya, denotant un tractament més naturalista de les figures que permet considerar-lo entre els exponents de la fase de transició entre romànic i gòtic. És, en qualsevol cas, un dels més destacats exemples d'escultura medieval en fusta tallada i de la representació escultòrica del davallament de la creu.